# 北信濃 (千歳市)
北信濃（きたしなの）は北海道千歳市の地名。郵便番号は066-0075。また、この地区は千歳市の人口増加により、住宅地が増え、1969年（昭和44年）に一部を新富・信濃・富士として分離したのを機に、千歳市では住居表示の実施が行われるようになり、様々な地区に分かれたため、その結果、飛び地となっている。

## 地名の由来
この地区は、第二次大戦後に長野県からの入植者により、開拓されたため、長野県の旧国名「信濃」から名付けられたものである。

## 歴史
- 千歳町（現在の千歳市）大字千歳村の一部で、1951年（昭和26年）に字北信濃として分離される。
- 1955年（昭和30年）: 一部を錦町・栄町1～6丁目・北栄町として分離。
- 1957年（昭和32年）: 字が付かなくなり、一部を大和町と蘭越へ分割。
- 1967年（昭和42年）: 末広町の一部を編入。
- 1969年（昭和44年）: 一部を新富・信濃・富士として分離。
- 1973年（昭和48年）: 一部を富丘として分離。
- 1978年（昭和53年）: 一部を自由ヶ丘・北斗として分離。
- 1980年（昭和55年）: 再び末広町の一部を編入。
- 1987年（昭和62年）: 一部を北光として分離。
- 1992年（平成4年）: 一部を長都駅前1～4丁目・北陽として分離。
- 1996年（平成8年）: 一部をあずさ1～3丁目として分離。
- 2001年（平成13年）: 一部をあずさ5丁目として分離。
- 2005年（平成17年）: 一部を勇舞として分離。
- 2012年（平成24年）: 一部をあずさ5丁目へ分割。

## 交通

### 鉄道
JR千歳線が通っているが駅はない。最寄駅は上長都に置かれた長都駅になる。

### バス
- 北海道中央バス（千歳営業所）
- 千歳相互観光バス、道南バス[3]
  - 北信濃859-2の千歳市第2工業団地内麒麟麦酒所有地に千歳相互観光バス長都営業所を設置する[4][5]。

### 道路
- 国道36号
- 北海道道258号早来千歳線
- 北海道道600号島松千歳線

## 施設
- 北千歳駐屯地
- 開拓記念公園
- 千歳市北信濃コミュニティーセンター
- 千歳市防災学習交流センター「そなえーる」
- ランドブレイン千歳モール